# Prašný vrch
Prašný vrch (též Na Kamenici) je 205 m n. m. vysoký vrch v okrese Louny Ústeckého kraje. Leží asi 0,5 km jjv. od obce Černčice na pomezí katastrálních území Černčic a obce Blšany u Loun.

## Geomorfologické zařazení
Geomorfologicky vrch náleží do celku Dolnooharská tabule, podcelku Hazmburská tabule, okrsku Smolnická stupňovina a podokrsku Veltěžská rovina.